# Dorfpride
Die Dorfpride ist ein Christopher Street Day, der jährlich im Rhein-Neckar-Kreis stattfindet. Sie ist eine Demonstration für die Rechte und Sichtbarkeit von lesbischen, schwulen, bisexuellen, transidenten, intergeschlechtlichen und queeren Menschen.
Dorfpride wurde 2020 zum ersten Mal in Mühlhausen im Kraichgau veranstaltet und findet jedes Jahr in einer anderen Gemeinde statt.

## Geschichte
Die Planung eines Christopher Street Day (CSD) in kleinen Gemeinden begann am 4. Juli 2020 nach transfeindlichen Äußerungen und Übergriffen in Mühlhausen. Weiterer Anlass war die Beobachtung, dass queere Menschen häufig vom Land wegziehen in der Hoffnung, in Städten einen progressiveren Umgang mit der eigenen Identität oder sexuellen Orientierung pflegen und auf etablierte queer-freundliche Strukturen und Beratung stoßen zu können. Die erste Veranstaltung fand trotz finanzieller und zeitlicher Schwierigkeiten und unter den Auflagen der Corona-Pandemie am 2. August 2020 statt. Ziele der Dorfpride sind
- die Erhöhung der Akzeptanz queerer Menschen durch ihre Sichtbarkeit auch im ländlichen Raum[5]
- Solidarität erzeugen durch die Zusammenarbeit mit Gemeinden, lokalen Vereinen und Verbänden[6]
- politische Forderungen zur Verbesserung der Situation queerer Menschen auf dem Land formulieren[7]
- den Diskurs im privaten und öffentlichen Raum anregen und den Druck zum Wegzug verringern.

Seit dem ersten Dorfpride werden künftige Veranstaltungsgemeinden per Online-Umfrage vorgeschlagen, der Ausrichtungsort wird anschließend in Abstimmung mit den lokalen Akteuren festgelegt. Das Konzept sieht eine möglichst starke Beteiligung von Gruppen und Institutionen vor Ort vor.

## Veranstaltungen

### Mühlhausen
Die erste Dorfpride fand 2020 in der Gemeinde Mühlhausen statt. Bei ca. 8700 Einwohnern der Gemeinde besuchten ca. 500 Demonstranten und Demonstrantinnen die Veranstaltung. Musik- und Redebeiträge wurden von Menschen aus Mühlhausen und Umgebung gestaltet. Das Veranstaltungskonzept sah weiterhin Barrierefreiheit und Kinderfreundlichkeit vor. Angeführt wurde der Demonstrationszug von der Mühlhausener Mitbegründerin Simona Maier, der ersten trans-Weinprinzessin Deutschlands.

### Oftersheim
2021 fand die Dorfpride in der Gemeinde Oftersheim (ca. 12.300 Einwohner) statt, im Demonstrationszug befanden sich ca. 750 Teilnehmende. Die kommunalen Akteure waren erneut vertreten, es sprachen Bürgermeister sowie Vertreter der Kirchen, weiter waren die politischen Parteien präsent.

### Ladenburg
Am 9. Juli 2022 fand die Dorfpride in Ladenburg statt und verzeichnete um die 1.500 Teilnehmende. Die Gemeinde beteiligte sich mit einer zweiwöchigen Beleuchtung des Wasserturm in den Regenbogenfarben, weiter beteiligten sich beide Kirchen, mehrere Schulen und Parteien vor Ort.

### Wiesloch
Die Dorfpride 2023 wurde am 27. Juli in Wiesloch ausgerichtet, mit erneut ca. 1.500 Teilnehmenden.

### Ketsch
2024 fand die Dorfpride am 7. September in Ketsch statt.

### Zeutern
Am 31. Mai 2025 zogen ca. 1000 Teilnehmende durch Zeutern, einen Ortsteil von Ubstadt-Weiher im Kreis Karlsruhe.

## Rezeption
Die Dorfpride wird überregional als relevanter Ableger der CSD-Paraden in Großstädten betrachtet, mit dem CSD-Paraden „auch in ländliche Regionen geholt werden, die eher für konservative Lebensstile stehen.“
Benno Gammerl beschreibt in Queer. Eine deutsche Geschichte vom Kaiserreich bis heute die Dorfpride als queere Paraden „...jenseits der Großstädte, um sexuelle und geschlechtliche Vielfalt auch auf dem Land sichtbar zu machen. Das Bild zeigt eindrücklich, was queere Aktivist*innen erreicht haben und wie offen und selbstverständlich sich queere Menschen heute in den meisten Gegenden Deutschlands bewegen können.“ Dabei setzt er den Dorfpride in direkten Bezug zu vorausgegangenen geschichtlichen Ambivalenzen: während im Kaiserreich emanzipative Prozesse im Kontext von Skandalen und Restigmatisierungen stattfanden und in den 1970ern queeres Leben sichtbarer, dabei aber auch unter stärkeren Normierungsdruck gestellt wurde, pflege der Dorfpride ein Ideal der romantischen Liebe, erzeuge dadurch aber Druck und Angst vorm Scheitern. Der Normalisierung queeren Lebens selbst auf dem Land gegenüber stehe queerfeindliche Gewalt bis hin zum Mord.
Die Dorfpride 2020 war ein Novum, in den Folgejahren verbreitete sich die Idee weiter, dass ein CSD nicht nur in Großstädten, sondern auch in kleinen Gemeinden möglich ist. Es folgten CSDs in Memmingen, Bruchsal und im ländlichen Raum Thüringens. Im österreichischen Salzkammergut wird das Konzept der Dorfpride als „Good Practice im ländlichen Raum“ betrachtet.